# Реактивный гонщик
Реактивный гонщик (англ. Rocket Racer), настоящее имя Роберт Фаррел (англ. Robert Farrell) — вымышленный персонаж, появляющийся в американских комиксах издательства Marvel Comics. Наиболее известен как один из второстепенных героев в историях про Человека-паука. Изначально был преступником, однако впоследствии встал на путь исправления.

## История публикаций
Реактивный гонщик был создан сценаристом Леном Уэйном и художником Россом Эндрю, дебютировав в комиксе The Amazing Spider-Man #172 (Сентябрь, 1977) в качестве суперзлодея. Персонаж был создан на волне популярности скейтбординга в 1970-х годах. Он вернулся в Amazing Spider-Man #182-183 (Апрель-май, 1978) в битве против Большого колеса, а его происхождение было раскрыто в Spectacular Spider-Man #104 (Июль, 1985). Реактивный гонщик появился в качестве второстепенного персонажа в Avengers Academy #21 и 26 (Январь и апрель, 2012). 
В конце 1980-х, в то время как Реактивный гонщик начал появляться в комиксе Web of Spider-Man, а другой персонаж по имени Ночной Громила, который имел похожие способности, дебютировал в комиксе Thor, редактор Marvel Дуэйн Макдаффи был против идеи о том, что фигурирующие в комиксах немногочисленные темнокожие персонажи по сути одним и тем же с точки зрения концепции героем. В результате, он представил идею Teenage Negro Ninja Thrashers.

## Биография вымышленного персонажа
Роберт Фаррелл, родившийся в Бруклине, Нью-Йорке, был старшим из семи детей. После того, как его мать перенесла сердечный приступ и была госпитализирована, Роберт столкнулся с финансовым обременением, будучи ответственным за обеспечение всей своей семьи. Его потенциал в науке и конструировании сулил многообещающее будущее, однако, вместо этого, он разработал наполненный оружием костюм и реактивный скейтборд только для того, чтобы заработать денег в качестве преступника. В самом начале криминальной деятельности Фаррелла, Реактивный гонщик был остановлен Человеком-пауком, после чего он объединился с Тинкерером. Двое изобретателей усилили оружие Реактивного гонщика, однако тот вновь потерпел поражение от руки Человека-паука и предстал перед судом. Неизвестный благотворитель внёс залог за Фарелла, вновь вынудив Роберта обратиться к преступной жизни. Тем не менее, благодаря Человеку-пауку Реактивный гонщик положил конец своей криминальной карьере, поскольку оба молодых человека спасли жизни друг друга в сражении с Охотником за головами. Фаррелу дали мягкий приговор, а после отбытия срока он получил стипендию в Университете Эмпайр-Стейт. Несмотря на это, Роберту пришлось столкнуться с расизмом в стенах учебного заведения, однако, благодаря поддержке Человека-паука и других студентов, он пережил испытание.
В конце концов Фаррелл вновь вернулся к личности Реактивного гонщика, на этот раз действуя на стороне героев. Он помог Человеку-пауку победить неонацистского фашиста по имени Скинхед. Со временем он даже присоединился к другим исправившимся преступникам, таким как Пума, Песочный человек, Блуждающий Огонь и Бродяга, чтобы сформировать Внезаконников. Вместе они помогали Человеку-пауку и несколько раз сотрудничали с Серебряным Соболем.

### Другой Реактивный гонщик
Второй Реактивный гонщик, чьё настоящее имя Генри Слимен (англ. Henry Sleeman) появился в The Amazing Spider-Man (vol.2) #13 (Январь, 2000). Он был нанят неназванным работодателем для того, чтобы заручиться доверием Роберта Фаррелла и украсть его оборудование. По истечении нескольких месяцев, Фаррелл, наконец, показал ему, где он хранил оборудование, после чего Слимен связал и похитил его, ожидая Человека-паука, чтобы сразиться с ним, но когда случайный сотрудник ресторана открыл дверь в ненужное время и заметил злодея, он нокаутировал Слимена.  

## Силы и способности
Роберт Фаррелл обладает одарённым интеллектом, однако у него отсутствуют суперспособности. Он носит перчатки, оснащённые взрывными мини-ракетами, и использует кибернетически управляемый магнитный скейтборд с ракетным двигателем, который он разработал, а затем переработал Тинкерер.

## Вне комиксов
Реактивный гонщик появляется в одноимённом эпизоде мультсериала «Человек-паук» 1994 года, где его озвучил Билли Этмор. По сюжету, он является подростком из неблагополучного криминального района. Роберт имеет постоянные проблемы с полицией и проживает с матерью-одиночкой, чей магазин регулярно грабят преступники, требующие денег за защиту. Несмотря на это, Фаррелл работает в Научном центре и учится у Питера Паркера, чтобы развить свои навыки в области гироскопических механизмов. Используя эти и украденные технологии у Джексона Вила, Фаррелл создаёт реактивный скейтборд с ракетным двигателем, чтобы помочь своей матери в роли Реактивного гонщика. Тем не менее, после того, как Фаррелла обвинили в преступлении, которого он не совершал, его преследует Человек-паук, после чего на них обоих нападает Большое колесо. Человек-паук и Фаррелл объединяют усилия, чтобы победить Колесо и обеспечить арест преступника, после чего Фаррелл клянётся использовать свои таланты во благо. Несмотря на то что серия называется "Ракетный гонщик", Фаррелла никто ни разу не назвал Ракетным гонщиком.